# Bata István
Bata István (Tura, 1910. március 5. – Budapest, 1982. augusztus 17.) honvédelmi miniszter, országgyűlési képviselő.

## Élete
1930-ban lépett be az MSZDP-be. 1942-ben elítélték, és rendőri felügyelet alá helyezték. 1944. decemberben egy bombaszilánktól fél szemére megvakult. 1945-től a Közalkalmazottak Szakszervezete Központi Vezetőségének tagja, majd BSZKRT-telepvezető lett. 1947–1949 között a moszkvai katonai akadémia hallgatója volt. 1950-ben légvédelmi parancsnokká, majd vezérkari főnökké nevezték ki. 1951-től a kommunista MDP Központi Vezetőségének póttagja, 1953-tól rendes tagja volt. 1953. július 4-étől 1956. október 24-éig honvédelmi miniszter volt. Ebbeli minőségében 1955-ben tagja volt a Varsói Szerződést aláíró magyar küldöttségnek.
Az 1956-os forradalom során a „Hullám” (Volna) fedőnevű szovjet hadművelet egyik kidolgozója volt, amelyet Malesenko ezredes, Jurij Vlagyimirovics Andropov akkori szovjet nagykövet, Bata István és Tyihonov KGB-altábornagy közreműködésével „a magyarországi társadalmi béke helyreállítására” hoztak létre. Október 24-én három katonai körzetre osztotta Budapestet és parancsot adott a forradalom leverésére. Október 26-án és 27-én bizonyossá vált azonban, hogy a hadsereg kettészakadt. Október 26-án minden tisztségéből felmentették, 29-én a Szovjetunióba menekült. November 2-án tárgyalt a Moszkvába érkezett Kádár Jánossal, jelen volt a Szovjetunió Kommunista Pártja KB Elnöksége kibővített ülésén. („Katonai diktatúrával kell rendet teremteni. Meg kell változtatni a kormány politikáját” – mondta. 1956. november 16-án mint sztálinistát kizárták az MSZMP-ből. Csak 1958-ban tért vissza Magyarországra. Nyugdíjazásáig a BKV-nál töltött be különféle vezetői tisztségeket.